# جيمس كاميرون (لاعب كريكت)
جيمس كاميرون (20 سبتمبر 1979 في جنوب أفريقيا - ) (بالإنجليزية: James Cameron)‏ هو لاعب كريكت جنوب أفريقي.

## وصلات خارجية
- جيمس كاميرون على موقع إي آس بي آن كريك إنفو (الإنجليزية)